# Kaasiku (Hiiumaa)
Kaasiku (Duits: Kasiko) is een plaats in de Estlandse gemeente Hiiumaa in de gelijknamige provincie. De plaats heeft de status van dorp (Estisch: küla).
Tot in oktober 2017 behoorde het dorp tot de gemeente Käina. In die maand werden de vier gemeenten van de provincie Hiiumaa samengevoegd tot één gemeente Hiiumaa.
De rivier Vaemla stroomt door de plaats.

## Bevolking
Het dorp had 6 inwoners op 31 december 2011 en 7 inwoners op 31 december 2021.

## Geschiedenis
Kaasiku werd gesticht in 1867 als nederzetting van landarbeiders op het landgoed Waimel (Vaemla). De naam is afgeleid van kaasik, berkenbos.